# Света Троица (Воден)
Вижте пояснителната страница за други значения на Света Троица.
„Света Троица“ (на гръцки: Ιερά Μονή Αγίας Τριάδας) е възрожденски православен женски манастир в южномакедонския град Воден (Едеса), Гърция, част от Воденската, Пелска и Мъгленска епархия.

## Местоположение
Манастирът е разположен във Воденското поле, в местността Лъгът (Лонгос) на 3 km от Воден, близо до останките от Долния град на антична Едеса. 

## История
Построен е в 1864 - 1865 година с пари на воденчани. Католиконът на манастира е трикорабна базилика с три впечатляващи купола, символизиращи Светата Троица. Има също параклиси на свети Харалампий, свети Григорий Палама, света Синклитика и свети Лука Кримски. Манастирът е построен върху руините на по-стара църква, разрушена в ранните години на османско владичество. В стените на католикона са вградени антични архитектурни елементи и надгробни плочи. В 1942 година манастирът губи имотите си и оттогава функционира като женски.
- Ктиторският надпис, 1865 година
- Плоча от мутафчийския еснаф, 21 юли 1865 година
- Печат на църквата от 1864 година върху книга от 1860 година